# Rosa Lindstedt
Rosa Maria Katriina Lindstedt (* 24. Januar 1988 in Ylöjärvi) ist eine ehemalige finnische Eishockeyspielerin, der über viele Jahre bei Brynäs IF und HV71 in der Svenska damhockeyligan (SDHL) sowie für JYP Jyväskylä, Tampereen Ilves und Tappara in der Naisten Liiga aktiv war. Zudem war sie über viele Jahre Mitglied der finnischen Nationalmannschaft und gewann mit dieser die Bronzemedaille bei den Olympischen Winterspielen 2010 und 2018 sowie bei den Weltmeisterschaften 2011, 2015, 2017 und 2021 sowie die Silbermedaille bei der Weltmeisterschaft 2019. Lindstedt ist die Großnichte des olympischen Medaillengewinners im Ringen Marko Asell.

## Karriere
Rosa Lindstedt debütierte während der Saison 2002/03 als 14-Jährige für Ylöjärvi Ilves in der Naisten SM-sarja, der höchsten finnischen Fraueneishockeyspielklasse. Anschließend spielte sie zwischen 2003 und 2007 für Tappara in der SM-sarja und wechselte vor der Saison 2007/08 zum Lokalrivalen Ilves. Mit Ilves gewann sie nach zwei Vizemeistertiteln 2008 und 2009 am Ende der Spielzeit 2009/10 ihren ersten finnischen Meistertitel. Parallel arbeitete sie damals im Drei-Schicht-System als Krankenschwester, um ihren Lebensunterhalt zu verdienen. 2012 überzeugte ihre Freundin Jenni Hiirikoski Lindstedt, zu JYP Naiset zu wechseln, wo sie aufgrund der besseren Bedingungen mit einem Halbtagsjob parallel zum Eishockeysport leben konnte. 2016 gewann sie mit JYP ihren zweiten Meistertitel und erhielt anschließend einen Vertrag bei HV71. Nach vier Jahren beim HV71 und einem Vizemeistertitel 2017 wechselte Lindstedt 2020 innerhalb der SDHL zu Brynäs IF, wo sie erstmals unter Profi-Bedingungen leben und trainieren konnte. Neben einer Entschädigung seitens des Vereins erhielt sie eine Förderung durch das finnische Olympische Komitee (Suomen Olympiakomitea).
Mit Brynäs erreichte sie – teils als Mannschaftskapitänin – 2021, 2022 und 2023 jeweils die schwedische Vizemeisterschaft. Nach der Weltmeisterschaft 2023 entschied sie sich, ihre Karriere zu beenden.
Insgesamt bestritt Lindstedt 314 Spiele in der SM-sarja, in denen sie 81 Tore erzielte und 160 vorbereitete. In 101 Playoff-Spielen erzielte sie weitere 23 Tore. In der schwedischen SDHL erreichte sie 231 Saisonspielen 32 Tore und 43 Vorlagen sowie in 47 Playoff-Spielen 7 Tore und 8 Assists.
Nachdem sie bei Brynäs IF bereits im Nachwuchs als Trainerin aktiv gewesen war, arbeitet sie seit 2023 als Assistenztrainerin der Frauenmannschaft beim gleichen Verein.

### International
Lindstedt vertrat Finnland bei den Olympischen Winterspielen in Vancouver 2010, Sotschi 2014 und Pyeongchang 2018. In Vancouver und Pyeongchang gewann das finnische Team jeweils die Bronzemedaille. Darüber hinaus nahm sie an allen Weltmeisterschaften zwischen 2011 und 2021 sowie im Jahr 2023 teil. Dabei gewann sie die Bronzemedaille beim Turnier in der Schweiz 2011, in Schweden 2015 und in den Vereinigten Staaten 2017. Bei den Weltmeisterschaften 2019 in Finnland gewann sie mit dem finnischen Nationalteam die Silbermedaille und 2021 erneut die Bronzemedaille.
Insgesamt absolvierte Lindstedt 340 Länderspiele für das finnische Nationalteam.

## Erfolge und Auszeichnungen
| - 2008 Finnischer Vizemeister mit Ilves Tampere - 2009 Finnischer Vizemeister mit Ilves Tampere - 2010 Finnischer Meister mit Ilves Tampere - 2011 Gewinn des IIHF European Women Champions Cup mit Ilves Tampere - 2011 Finnischer Vizemeister mit Ilves Tampere - 2012 Finnischer Vizemeister mit Ilves Tampere - 2013 Finnischer Vizemeister mit den JYP Naiset | - 2014 Finnischer Vizemeister mit den JYP Naiset - 2015 Finnischer Vizemeister mit den JYP Naiset - 2016 Finnischer Meister mit den JYP Naiset - 2017 Schwedischer Vizemeister mit HV71 - 2021 Schwedischer Vizemeister mit Brynäs IF - 2022 Schwedischer Vizemeister mit Brynäs IF - 2023 Schwedischer Vizemeister mit Brynäs IF |

### International
| - 2010 Bronzemedaille bei den Olympischen Winterspielen - 2011 Bronzemedaille bei der Weltmeisterschaft - 2015 Bronzemedaille bei der Weltmeisterschaft - 2017 Bronzemedaille bei der Weltmeisterschaft | - 2018 Bronzemedaille bei den Olympischen Winterspielen - 2019 Silbermedaille bei der Weltmeisterschaft - 2021 Bronzemedaille bei der Weltmeisterschaft |

## Karrierestatistik
(Legende zur Spielerstatistik: Sp oder GP = absolvierte Spiele; T oder G = erzielte Tore; V oder A = erzielte Assists; Pkt oder Pts = erzielte Scorerpunkte; SM oder PIM = erhaltene Strafminuten; +/− = Plus/Minus-Bilanz; PP = erzielte Überzahltore; SH = erzielte Unterzahltore; GW = erzielte Siegtore; 1 Play-downs/Relegation; Kursiv: Statistik nicht vollständig)